# Rivière du Canal Sec
La rivière du Canal Sec est un affluent de la rivière Péribonka, coulant dans le territoire non organisé du Mont-Valin, dans la municipalité régionale de comté (MRC) du Fjord-du-Saguenay, dans la région administrative de Saguenay-Lac-Saint-Jean, dans la Province de Québec, au Canada.
Le bassin versant de la rivière du Canal Sec est desservie par une route longeant la rive est de la rivière Péribonka et par quelques routes forestières secondaires,,.
La foresterie constitue la principale activité économique du secteur ; les activités récréotouristiques, en second.
La surface de la rivière du Canal Sec est habituellement gelée de la fin novembre au début avril, toutefois la circulation sécuritaire sur la glace se fait généralement de la mi-décembre à la fin mars.

## Géographie
Les principaux bassins versants voisins de la rivière du Canal Sec sont :
- Côté nord : ruisseau Saint-Jacques, rivière Péribonka, rivière Manouane, rivière Manouaniche ;
- Côté est : ruisseau Psuké, ruisseau aux Canots, lac Pamouscachiou, rivière Shipshaw, rivière du Portage, lac Rouvray ;
- Côté sud : rivière Malek, ruisseau Tarrant, Petit lac Onatchiway, lac Onatchiway, rivière Shipshaw ;
- Côté ouest : rivière Péribonka, rivière Alex, rivière du Portage.

La rivière du Canal Sec prend sa source à l’embouchure d’un lac non identifié (longueur : 0,2 km ; altitude : 471 m). Cette source est située dans le territoire non organisé de Mont-Valin à 10,9 km au sud-est du barrage à l’embouchure (côté sud) du lac Pamouscachiou, à 8,9 km au nord-est de l’embouchure de la rivière du Canal Sec, à 6,8 km à l'est du cours de la rivière Péribonka et à 18,0 km au sud-est de l’embouchure de la rivière Manouane,.
À partir de l’embouchure du lac de tête, la rivière du Canal Sec coule sur 16,8 km, entièrement en zone forestière, selon les segments suivants :
- 3,9 km vers le sud, jusqu’à un coude de rivière correspondant à un ruisseau (venant du sud-est) ;
- 1,5 km vers le sud-ouest notamment en traversant sur 1,3 km un lac non identifié (longueur : 1,7 km ; altitude : 426 m), jusqu’à son embouchure ;
- 2,0 km vers l'ouest notamment en traversant sur 0,4 km un lac non identifié (longueur : 0,5 km ; altitude : 426 m), jusqu’à la décharge (venant du nord) d’un ensemble de lacs ;
- 2,5 km vers le sud-ouest notamment en formant une boucle vers le sud et en traversant sur 0,7 km un lac non identifié (longueur : 0,8 km ; altitude : 350 m) jusqu’à son embouchure. Note : Ce lac reçoit trois décharges de lacs sur sa rive nord ;
- 2,3 km vers le sud-ouest, puis l'ouest, en traversant un dénivelé de 152 m tout en contournant une montagne dont le sommet atteint 427 m, jusqu’à la décharge (venant du nord) d’un lac non identifié, situé au pied de la montagne ;
- 4,6 km vers le sud-ouest en serpentant entre le pied de la montagne et la rive est de la rivière Péribonka, ainsi qu’en recueillant la décharge (venant du sud-est) de quelques lacs de montagne, jusqu’à l’embouchure de la rivière du Canal Sec[2].

La rivière du Canal Sec se déverse sur la rive est de la rivière Péribonka, à :
- 23,1 km au nord-ouest du Petit lac Onatchiway ;
- 19,2 km au sud-est du barrage à l’embouchure du lac Pamouscachiou (faisant partie du réservoir Pipmuacan) ;
- 65,8 km au sud-est de l’embouchure du lac Péribonka lequel est traversé vers le sud-est par la rivière Péribonka ;
- 21,1 km au sud de l’embouchure de la rivière Manouane ;
- 89,5 km au nord-est de l’embouchure de la rivière Péribonka (confluence avec le lac Saint-Jean)[2]

## Toponymie
Le toponyme de rivière du Canal Sec a été officialisé le 5 décembre 1968 à la Banque des noms de lieux de la Commission de toponymie du Québec.